# Plantago macrocarpa
Plantago macrocarpa är en grobladsväxtart som beskrevs av Adelbert von Chamisso och Schltdl.. Plantago macrocarpa ingår i släktet kämpar, och familjen grobladsväxter. Inga underarter finns listade i Catalogue of Life.